# VM i ishockey 2007 (kvinder)
VM i ishockey for kvinder 2007 var det 11. VM i ishockey for kvinder. Mesterskabet blev arrangeret af IIHF og afviklet i fem niveauer med i alt 33 landshold – det højeste antal tilmeldte hold ved et kvinde-VM hidtil.
Det egentlige VM (tidligere kaldt A-VM) med deltagelse af de ni bedste hold blev afviklet i Winnipeg og Selkirk, Canada i perioden 3. – 10. april 2007. VM i de lavere divisioner blev spillet på forskellige terminer i foråret 2007:
1. division (6 hold) i Nikko, Japan i perioden 2. – 8. april 2007
2. division (6 hold) i Pyongyang, Nordkorea i perioden 17. – 23. marts 2007
3. division (6 hold) i Sheffield, Storbritannien i perioden 3. – 10. marts 2007
4. division (6 hold) i Miercurea-Ciuc, Rumænien i perioden 26. marts – 1. april 2007
Ved VM 2007 blev der for første gang spillet efter det såkaldte tre-pointsystem, hvilket betød:
- I kampe, hvor der var fundet en vinder efter 3×20 minutter, blev vinderen tildelt 3 point og taberen 0 point.
- I uafgjorte kampe blev der spillet forlænget spilletid, evt. efterfulgt af straffeslagskonkurrence. Vinderen blev tildelt 2 point, mens taberen måtte nøjes med 1 point.

Verdensmester for 9. gang blev værtslandet Canada, der i finalen vandt 5-1 over USA, der dermed blev sølvvinder for 9. gang. Bronzemedaljerne gik for kun anden gang til Sverige, der slog Finland 1-0 i bronzekampen.

## Samlet rangering
| VM     | VM         |
| ------ | ---------- |
| Guld   | Canada     |
| Sølv   | USA        |
| Bronze | Sverige    |
| 4.     | Finland    |
| 5.     | Schweiz    |
| 6.     | Kina       |
| 7.     | Rusland    |
| 8.     | Tyskland   |
| 9.     | Kasakhstan |

| 1. division | 1. division |
| ----------- | ----------- |
| 10.         | Japan       |
| 11.         | Letland     |
| 12.         | Frankrig    |
| 13.         | Norge       |
| 14.         | Tjekkiet    |
| 15.         | Danmark     |

| 2. division | 2. division |
| ----------- | ----------- |
| 16.         | Slovakiet   |
| 17.         | Italien     |
| 18.         | Nordkorea   |
| 19.         | Østrig      |
| 20.         | Holland     |
| 21.         | Slovenien   |

| 3. division | 3. division    |
| ----------- | -------------- |
| 22.         | Australien     |
| 23.         | Storbritannien |
| 24.         | Belgien        |
| 25.         | Ungarn         |
| 26.         | Sydkorea       |
| 27.         | Sydafrika      |

| 4. division | 4. division |
| ----------- | ----------- |
| 28.         | Kroatien    |
| 29.         | Rumænien    |
| 30.         | New Zealand |
| 31.         | Estland     |
| 32.         | Island      |
| 33.         | Tyrkiet     |

## VM
Canada var VM-værtsland for femte gang. De fleste af kampene blev afviklet i MTS Centre i Winnipeg, Manitoba. Arenaen har plads til 15.003 tilskuere til ishockeykampe og er hjemmebane for AHL-holdet Manitoba Moose, der i sæsonen 2006-07 havde danske Jannik Hansen på holdet.
Tre af de indledende kampe blev dog spillet i Selkirk Recreation Complex, der er en hal med plads til 2.571 tilskuere i byen Selkirk, som er en mindre by med ca. 10.000 indbyggere beliggende ca. 22 km nordøst for Winnipeg.
VM havde deltagelse af ni hold, der i den indledende runde spillede i tre grupper med tre hold. De tre gruppevindere gik videre til kvalifikationsrunden, hvor de i gruppe D spillede om to pladser i finalen. De tre gruppetoere gik videre til kvalifikationsrundens gruppe E, hvor der blev spillet om én plads i bronzekampen mod treeren fra gruppe D. De tre gruppetreere gik videre til nedrykningsrunden, hvor de spillede om at undgå sidstepladsen og nedrykning til 1. division.

## Indledende runde
De tre gruppevindere gik videre til kvalifikationsrundens gruppe D, de tre toere gik videre til kvalifikationsrundens gruppe E, mens de tre treere gik videre til nedrykningsrunden.
GRUPPE A i Selkirk
| Dato | Kamp              | Res. | Perioder      |
| ---- | ----------------- | ---- | ------------- |
| 3.4. | Kasakhstan - USA  | 0-9  | 0-5, 0-2, 0-2 |
| 4.4. | Kina - Kasakhstan | 7-0  | 2-0, 3-0, 2-0 |
| 5.4. | USA - Kina        | 9-1  | 4-1, 3-0, 2-0 |

| Gruppe A   | Kampe | Mål   | Point |
| ---------- | ----- | ----- | ----- |
| USA        | 2     | 18-10 | 6     |
| Kina       | 2     | 8-9   | 3     |
| Kasakhstan | 2     | 00-16 | 0     |

GRUPPE B i Winnipeg
| Dato | Kamp               | Res. | Perioder      |
| ---- | ------------------ | ---- | ------------- |
| 3.4. | Schweiz - Canada   | 0-9  | 0-5, 0-2, 0-2 |
| 4.4. | Tyskland - Schweiz | 0-1  | 0-0, 0-1, 0-0 |
| 5.4. | Canada - Tyskland  | 8-0  | 2-0, 2-0, 4-0 |

| Gruppe B | Kampe | Mål   | Point |
| -------- | ----- | ----- | ----- |
| Canada   | 2     | 17-00 | 6     |
| Schweiz  | 2     | 01-9  | 3     |
| Tyskland | 2     | 00-9  | 0     |

GRUPPE C i Winnipeg
| Dato | Kamp              | Res. | Perioder          |
| ---- | ----------------- | ---- | ----------------- |
| 3.4. | Rusland - Sverige | 2-3  | 0-2, 0-0, 2-1     |
| 4.4. | Finland - Rusland | 4-0  | 1-0, 1-0, 2-0     |
| 5.4. | Sverige - Finland | 0-1  | 0-0, 0-0, 0-0 0-1 |

| Gruppe C | Kampe | Mål | Point |
| -------- | ----- | --- | ----- |
| Finland  | 2     | 5-0 | 5     |
| Sverige  | 2     | 3-3 | 4     |
| Rusland  | 2     | 2-7 | 0     |

## Kvalifikationsrunde
I gruppe D spillede de tre gruppevindere om to pladser i VM-finalen, mens holdet, der sluttede på tredjepladsen måtte tage til takke med at spille bronzekamp mod vinderen af gruppe E, der bestod af de tre hold, der sluttede på andenpladserne i de indledende grupper.
GRUPPE D i Winnipeg
| Dato | Kamp             | Res. | Perioder               |
| ---- | ---------------- | ---- | ---------------------- |
| 7.4. | USA - Canada     | 4-5  | 2-1, 2-3, 0-0 0-0, 0-1 |
| 8.4. | Finland - USA    | 0-4  | 0-2, 0-1, 0-1          |
| 9.4. | Canada - Finland | 5-0  | 3-0, 1-0, 1-0          |

| Gruppe D | Kampe | Mål | Point |
| -------- | ----- | --- | ----- |
| Canada   | 2     | 8-4 | 5     |
| USA      | 2     | 8-5 | 4     |
| Finland  | 2     | 0-9 | 0     |

GRUPPE E i Winnipeg
| Dato | Kamp              | Res. | Perioder      |
| ---- | ----------------- | ---- | ------------- |
| 7.4. | Kina - Schweiz    | 1-5  | 0-1, 1-2, 0-2 |
| 8.4. | Sverige - Kina    | 12-2 | 2-1, 5-0, 5-1 |
| 9.4. | Schweiz - Sverige | 0-4  | 0-1, 0-1, 0-2 |

| Gruppe E | Kampe | Mål   | Point |
| -------- | ----- | ----- | ----- |
| Sverige  | 2     | 16-20 | 6     |
| Schweiz  | 2     | 5-5   | 3     |
| Kina     | 2     | 03-17 | 0     |

## Finaler
| Kamptype   | Dato  | Kamp              | Tid | Perioder      |
| ---------- | ----- | ----------------- | --- | ------------- |
| Bronzekamp | 10.4. | Finland - Sverige | 0-1 | 0-0, 0-0, 0-1 |
| Finale     | 10.4. | Canada - USA      | 5-1 | 0-0, 3-0, 2-1 |

## Nedrykningsrunde
De tre treere fra den indledende runde spillede om at undgå én nedrykningsplads til 1. division.
GRUPPE F i Winnipeg
| Dato | Kamp                  | Res. | Perioder      |
| ---- | --------------------- | ---- | ------------- |
| 7.4. | Kasakhstan - Tyskland | 0-3  | 0-2, 0-0, 0-1 |
| 8.4. | Rusland - Kasakhstan  | 7-0  | 0-0, 6-0, 1-0 |
| 9.4. | Tyskland - Rusland    | 1-4  | 1-2, 0-0, 0-2 |

| Gruppe F   | Kampe | Mål   | Point |
| ---------- | ----- | ----- | ----- |
| Rusland    | 2     | 11-10 | 6     |
| Tyskland   | 2     | 4-4   | 3     |
| Kasakhstan | 2     | 00-10 | 0     |

Kasakstan rykkede dermed ned i 1. division til VM 2008. Op fra 1. division rykkede Japan.

## 1. division
VM i 1. division blev spillet den 2. – 8. april 2007 i den japanske by Nikko. Turneringen havde deltagelse af seks hold, der spillede om én oprykningsplads til VM og én nedrykningsplads til 2. division.
| Dato | Kamp                | Res. | Perioder               |
| ---- | ------------------- | ---- | ---------------------- |
| 2.4. | Norge - Frankrig    | 1-2  | 1-1, 0-0, 0-1          |
| 2.4. | Danmark - Tjekkiet  | 1-3  | 1-0, 0-3, 0-0          |
| 2.4. | Letland - Japan     | 2-5  | 0-2, 0-1, 2-2          |
| 3.4. | Tjekkiet - Norge    | 1-3  | 0-2, 1-0, 0-1          |
| 3.4. | Frankrig - Letland  | 3-2  | 0-1, 2-1, 0-0 1-0      |
| 3.4. | Japan - Danmark     | 4-1  | 1-1, 1-0, 2-0          |
| 5.4. | Letland - Danmark   | 5-0  | 2-0, 1-0, 2-0          |
| 5.4. | Tjekkiet - Frankrig | 5-4  | 1-0, 3-3, 0-1 0-0, 1-0 |
| 5.4. | Japan - Norge       | 3-0  | 1-0, 2-0, 0-0          |
| 7.4. | Tjekkiet - Letland  | 1-2  | 0-1, 0-0, 1-1          |
| 7.4. | Danmark - Norge     | 1-4  | 0-2, 0-2, 1-0          |
| 7.4. | Frankrig - Japan    | 0-7  | 0-0, 0-4, 0-3          |
| 8.4. | Norge - Letland     | 0-2  | 0-1, 0-0, 0-1          |
| 8.4. | Frankrig - Danmark  | 1-2  | 1-1, 0-0, 0-0 0-0, 0-1 |
| 8.4. | Japan - Tjekkiet    | 6-2  | 1-1, 4-0, 1-1          |

| 1. division | Kampe | Mål   | Point |
| ----------- | ----- | ----- | ----- |
| Japan       | 5     | 25-50 | 15    |
| Letland     | 5     | 13-90 | 10    |
| Frankrig    | 5     | 10-17 | 7     |
| Norge       | 5     | 8-9   | 6     |
| Tjekkiet    | 5     | 12-16 | 5     |
| Danmark     | 5     | 05-17 | 2     |

Som vinder af 1. division rykkede Japan op i den bedste række til VM 2008. I 1. division blev de erstattet af Kasakhstan, der rykkede ned fra VM. Danmark rykkede ned i 2. division, og de blev erstattet af vinderne af 2. division, Slovakiet.

## 2. division
VM i 2. division blev spillet den 17. – 23. marts 2007 i den nordkoreanske hovedstad Pyongyang. Turneringen havde deltagelse af seks hold, der spillede om én oprykningsplads til 1. division og én nedrykningsplads til 3. division.
| Dato  | Kamp                  | Res. | Perioder               |
| ----- | --------------------- | ---- | ---------------------- |
| 17.3. | Nordkorea - Italien   | 2-3  | 1-0, 0-1, 1-1 0-0, 0-1 |
| 17.3. | Holland - Østrig      | 0-6  | 0-0, 0-4, 0-2          |
| 17.3. | Slovakiet - Slovenien | 8-0  | 3-0, 2-0, 3-0          |
| 18.3. | Italien - Østrig      | 2-1  | 1-0, 1-0, 0-1          |
| 18.3. | Slovenien - Holland   | 2-3  | 2-1, 0-0, 0-1 0-1      |
| 18.3. | Slovakiet - Nordkorea | 4-1  | 1-0, 0-0, 3-1          |
| 20.3. | Slovakiet - Holland   | 4-0  | 0-0, 2-0, 2-0          |
| 20.3. | Italien - Slovenien   | 5-3  | 1-0, 1-2, 3-1          |
| 20.3. | Nordkorea - Østrig    | 6-0  | 1-0, 1-0, 4-0          |
| 21.3. | Holland - Italien     | 3-4  | 1-2, 2-0, 0-1 0-1      |
| 21.3. | Østrig - Slovakiet    | 2-3  | 0-1, 2-0, 0-2          |
| 21.3. | Slovenien - Nordkorea | 0-6  | 0-4, 0-2, 0-0          |
| 23.3. | Østrig - Slovenien    | 8-0  | 2-0, 2-0, 4-0          |
| 23.3. | Italien - Slovakiet   | 0-6  | 0-2, 0-2, 0-2          |
| 23.3. | Nordkorea - Holland   | 7-0  | 2-0, 2-0, 3-0          |

| 2. division | Kampe | Mål   | Point |
| ----------- | ----- | ----- | ----- |
| Slovakiet   | 5     | 25-30 | 15    |
| Italien     | 5     | 14-15 | 10    |
| Nordkorea   | 5     | 22-70 | 10    |
| Østrig      | 5     | 17-11 | 6     |
| Holland     | 5     | 06-23 | 3     |
| Slovenien   | 5     | 05-30 | 1     |

Dermed rykkede Slovakiet op i 1. division til næste VM. Slovenien rykkede ned i 3. division, og op fra 3. division rykkede Australien.

## 3. division
VM i 3. division blev spillet den 3. – 10. marts 2007 i arenaen iceSheffield i den engelske by Sheffield. Turneringen havde deltagelse af seks hold, der spillede om én oprykningsplads til 2. division og én nedrykningsplads til 4. division.
| Dato  | Kamp                        | Res. | Perioder               |
| ----- | --------------------------- | ---- | ---------------------- |
| 5.3.  | Belgien - Sydkorea          | 4-2  | 0-0, 2-2, 2-0          |
| 5.3.  | Sydafrika - Australien      | 1-18 | 0-8, 1-6, 0-4          |
| 5.3.  | Ungarn - Storbritannien     | 1-8  | 1-2, 0-2, 0-4          |
| 6.3.  | Sydkorea - Sydafrika        | 8-1  | 4-0, 1-1, 3-0          |
| 6.3.  | Belgien - Ungarn            | 5-0  | 2-0, 2-0, 1-0          |
| 6.3.  | Storbritannien - Australien | 5-6  | 3-1, 1-3, 1-1 0-0, 0-1 |
| 7.3.  | Belgien - Sydafrika         | 10-1 | 3-0, 4-1, 3-0          |
| 7.3.  | Ungarn - Australien         | 1-3  | 0-2, 0-1, 1-0          |
| 7.3.  | Storbritannien - Sydkorea   | 10-0 | 3-0, 3-0, 4-0          |
| 9.3.  | Australien - Belgien        | 8-2  | 2-1, 3-1, 3-0          |
| 9.3.  | Sydkorea - Ungarn           | 2-6  | 0-0, 0-2, 2-4          |
| 9.3.  | Sydafrika - Storbritannien  | 0-27 | 0-9, 0-6, 0-12         |
| 10.3. | Australien - Sydkorea       | 6-0  | 2-0, 2-0, 2-0          |
| 10.3. | Ungarn - Sydafrika          | 14-1 | 6-0, 3-1, 5-0          |
| 10.3. | Storbritannien - Belgien    | 7-1  | 1-0, 4-0, 2-1          |

| 3. division    | Kampe | Mål   | Point |
| -------------- | ----- | ----- | ----- |
| Australien     | 5     | 41-90 | 14    |
| Storbritannien | 5     | 57-80 | 13    |
| Belgien        | 5     | 22-18 | 9     |
| Ungarn         | 5     | 22-19 | 6     |
| Sydkorea       | 5     | 12-27 | 3     |
| Sydafrika      | 5     | 04-77 | 0     |

Dermed rykkede Australien op i 2. division til næste VM, og de blev erstattet af Slovenien, der rykkede ned fra 2. division. Sydafrika rykkede ned i 4. division, og op fra 4. division rykkede Kroatien.

## 4. division
VM i 4. division blev spillet den 26. marts – 1. april 2007 i den rumænske by Miercurea-Ciuc. Turneringen havde deltagelse af seks hold, heriblandt tre debutanter: Kroatien, Estland og Tyrkiet.
Turneringens bedste spiller var uden tvivl kroaten Diana Kruseljposavec, der i alt scorede 25 mål. Alene i 12-0-sejren over Estland scorede hun de 11 mål, herunder de første 10 i træk. Scoringerne til 8-0 og 9-0 blev lavet med kun 14 sekunders mellemrum i en periode, hvor hendes hold var i undertal.
| Dato  | Kamp                   | Res. | Perioder               |
| ----- | ---------------------- | ---- | ---------------------- |
| 26.3. | Island - New Zealand   | 0-10 | 0-4, 0-2, 0-4          |
| 26.3. | Estland - Kroatien     | 0-12 | 0-3, 0-6, 0-3          |
| 26.3. | Rumænien - Tyrkiet     | 27-0 | 7-0, 9-0, 11-0         |
| 27.3. | New Zealand - Kroatien | 3-4  | 1-4, 1-0, 1-0          |
| 27.3. | Tyrkiet - Estland      | 1-14 | 0-6, 0-5, 1-3          |
| 27.3. | Rumænien - Island      | 5-2  | 0-1, 4-0, 1-1          |
| 29.3. | New Zealand - Tyrkiet  | 19-0 | 9-0, 6-0, 4-0          |
| 29.3. | Island - Kroatien      | 0-3  | 0-1, 0-2, 0-0          |
| 29.3. | Rumænien - Estland     | 5-3  | 4-2, 1-0, 0-1          |
| 30.3. | Tyrkiet - Island       | 1-12 | 0-3, 0-3, 1-6          |
| 30.3. | Kroatien - Rumænien    | 3-2  | 1-0, 1-1, 1-1          |
| 30.3. | Estland - New Zealand  | 0-9  | 0-4, 0-5, 0-0          |
| 1.4.  | Kroatien - Tyrkiet     | 19-1 | 7-0, 4-0, 8-1          |
| 1.4.  | Island - Estland       | 3-4  | 1-2, 0-1, 2-0 0-0, 0-1 |
| 1.4.  | New Zealand - Rumænien | 4-5  | 1-2, 2-2, 1-1          |

| 4. division | Kampe | Mål   | Point |
| ----------- | ----- | ----- | ----- |
| Kroatien    | 5     | 41-60 | 15    |
| Rumænien    | 5     | 44-12 | 12    |
| New Zealand | 5     | 45-90 | 9     |
| Estland     | 5     | 21-30 | 5     |
| Island      | 5     | 17-23 | 4     |
| Tyrkiet     | 5     | 03-91 | 0     |

Dermed rykkede Kroatien op i 3. division til næste VM, og de bliver erstattet af Sydafrika, der rykkede ned fra 3. division.